# Capitulación de Quito
La Capitulación de Quito fue un tratado de paz firmado el 25 de mayo de 1822 en el marco de las Guerras de independencia hispanoamericanas. Mediante este tratado, el general realista Melchor Aymerich rindió al ejército que defendía la ciudad de Quito ante el ejército patriota dirigido por el general Antonio José de Sucre.
A pesar de que la Capitulación de Quito también incluía la rendición de las tropas realistas ubicadas en Pasto, estas lograron negociar una segunda capitulación con Simón Bolívar, que tenía condiciones más favorables, en Berruecos, el 8 de junio del mismo año. Estos tratados pusieron fin a la ocupación española de la Provincia de Quito, consolidando su independencia.

## Antecedentes
En el pasado, ya se habían dado intentos fallidos de independencia en la Provincia de Quito, como fue el caso de la Primera y Segunda Junta de Gobierno de Quito y el Estado de Quito que existieron entre 1809 y 1812. Pero estos intentos revolucionarios fueron sofocados por los ejércitos realistas.
Mientras los intentos independentistas fracasaban en Quito, dichos movimientos seguían activos en otros lugares de América latina, como en los actuales territorios de Venezuela y Colombia, que en la siguiente década lograron obtener su independencia total de España. Varios generales revolucionarios se reúnen en el Congreso de Angostura y el 17 de diciembre de 1819 declaran la creación de la Gran Colombia, un país creado a partir de la unión de lo que alguna vez fueron los territorios de la Capitanía General de Venezuela y el Virreinato de la Nueva Granada. La Provincia de Quito era parte de este último.
A inicios de 1820, la situación política de España se vuelve inestable. Una revolución liberal se hace con el control del país. Dichos revolucionarios adoptaría una actitud conciliadora con los revolucionarios americanos.
El 9 de octubre de 1820, el puerto de Guayaquil declara su independencia y es seguido por otras ciudades de la provincia de Quito. El nuevo gobierno de la ciudad envía inmediatamente delegados para estrechar relaciones y unir esfuerzos con el gobierno de la Gran Colombia y el general San Martín, quien luchaba por la independencia de las Provincias Unidas del Río de la Plata, Chile y el Perú. Ambos enviaron tropas y municiones. El general Antonio José de Sucre es enviado desde la gran Colombia hasta Guayaquil y allí es nombrado comandante superior del ejército.

Batalla de Pichincha.

En 1822, las tropas guayaquileñas y los refuerzos enviados por San Martín y la Gran Colombia avanzan desde el sur hacia la ciudad de Quito, la capital de la provincia. Mientras tanto, los ejércitos de Simón Bolívar avanzan desde el norte. Al mando de la defensa de la ciudad está el general realista Melchor Aymerich. Finalmente, los ejércitos de Sucre logran llegar a Quito y el 24 de mayo de 1822 ocurre un enfrentamiento decisivo en la Batalla de Pichincha, del cual las fuerzas patriotas salen victoriosas.
Tras la batalla, los sobrevivientes del ejército realista huyen de regreso a la ciudad y se atrincheran en el Fortín del Panecillo, su última línea de defensa. Ya que el fortín estaba bien defendido, el general Sucre envía a su edecán, el general O'leary para convencer al general Aymerich de rendirse con el objetivo de no tener que tomarlo a la fuerza. Este último decide aceptar la oferta. Finalmente los realistas se rinden el 25 de mayo, mismo día que se firma la Capitulación de Quito.

## Estructura del tratado

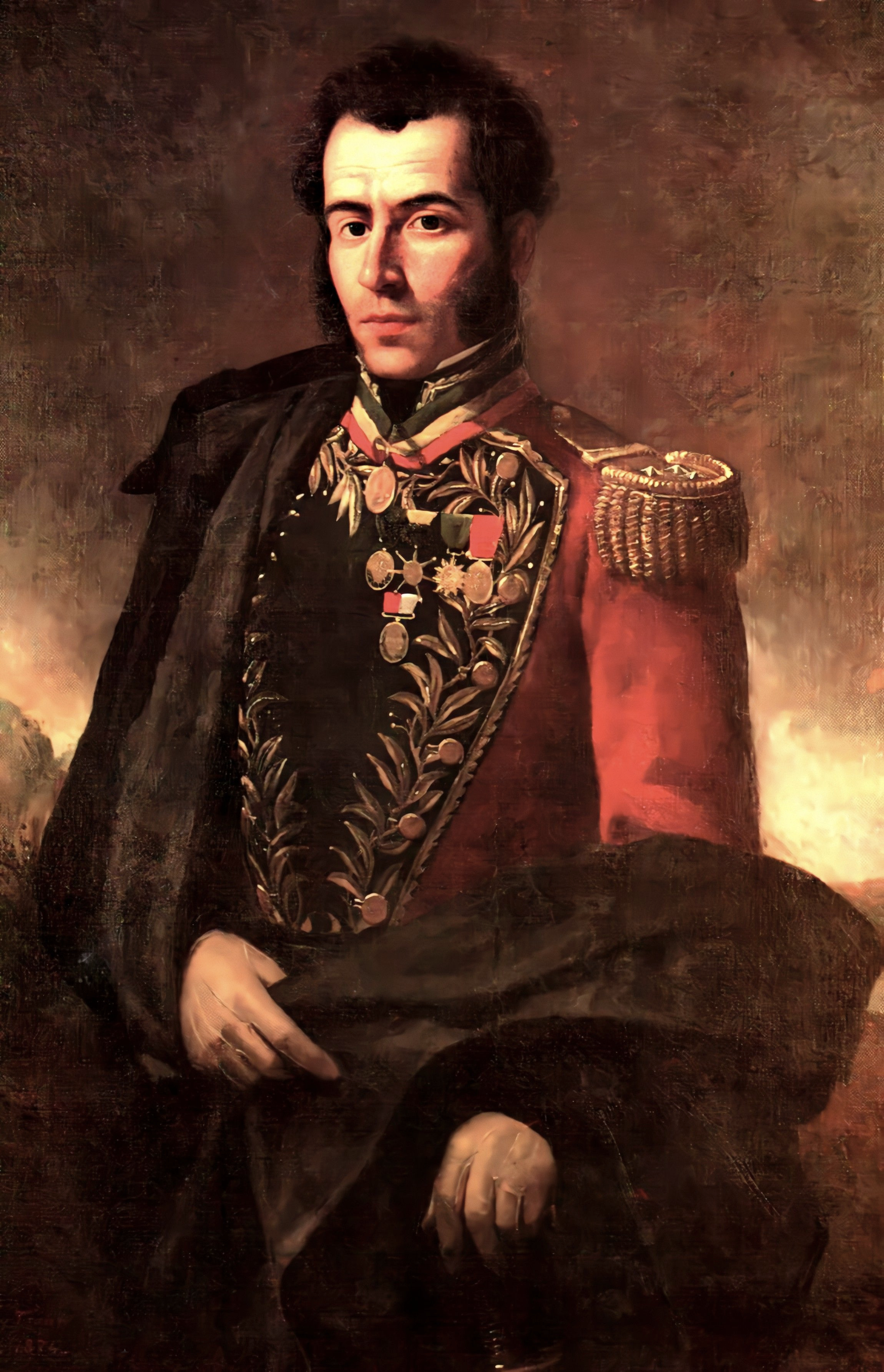
Antonio José de Sucre.

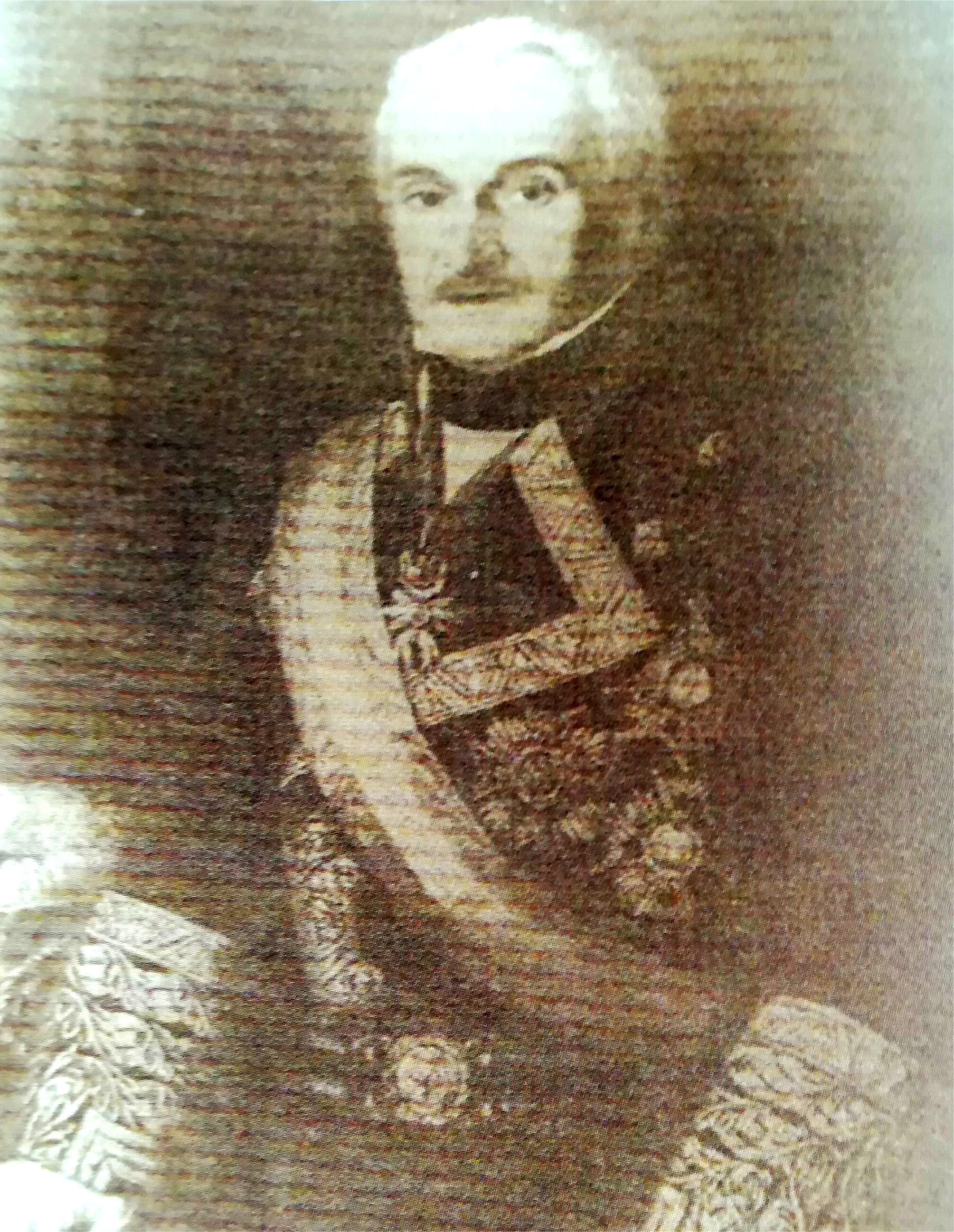
Melchor Aymerich.

### Introducción
La capitulación tiene una introducción donde se comienza explicando las causas de la rendición del ejército realista, estas son las siguientes:
1. La victoria patriota en la Batalla de Pichincha.
2. La falta de comunicaciones con España.
3. "La opinión general del país",[3] la cual era a favor de la causa independentista.[1]
4. La falta de recursos para luchar.
5. Las nuevas políticas conciliadoras del gobierno español.

A continuación se establece la creación de una comisión para redactar la capitulación. En total se escogieron 5 comisionados. Por parte de Sucre fueron "los señores Coroneles don Andrés de Santa Cruz Jefe de las tropas del Perú, y Antonio Moráles Jefe de Estado mayor de las de (Gran) Colombia". Mientras que por parte de Aymerich fueron "los señores Coroneles don Francisco González, á don Manuel María Martínez de Aparicio, Ayudante General y Jefe de Estado Mayor de la División española, y al Ayudante del mismo cuerpo don Patricio Brayn".

### Cuerpo del tratado
El tratado consta de 8 Artículos:
1. El primer artículo establece que los realistas entregarán la fortaleza del Panecillo junto con "todos los pertrechos de boca y guerra y almacenes existentes"[3] y los territorios de la Provincia de Quito.[3] Esto también incluiría la entrega de los territorios de Pasto, donde estaban las tropas realistas del coronel Basilio Modesto García.[1]
2. Se establece que los soldados realistas entregarán sus armas y banderas. Los patriotas ofrecen a los soldados rendidos la posibilidad de irse a Europa tanto como de quedarse en América. Se aclara que aquellos que deseen cambiar de bando para unirse al ejército patriota podrán hacerlo.[4]
3. Los oficiales realistas podrán conservar "sus armas, equipajes y caballos".[4]
4. El gobierno de la Gran Colombia se compromete a pagar los gastos del viaje de los oficiales realistas que quieran ir a Europa.[4]
5. Se aclara que el general Melchor Aymerich y su familia quedan en total libertad.[4]
6. Se establece que si otras personas que no sean oficiales realistas quieren ir a Europa, podrán hacerlo, pero el gobierno de la Gran Colombia no pagará los gastos del viaje.[4]
7. Tanto el ejército realista como el patriota enviarán a 2 oficiales hacia Pasto para notificar a las tropas realistas de la rendición. Los realistas de Quito aclaran que si aquellas tropas no quisieran rendirse, no podrán hacer nada al respecto. También piden al gobierno de la Gran Colombia actuar con "prudencia y juicio"[4] en caso de que las fuerzas de Pasto no se rindan y tengan que someterlas por las armas.
8. Se establece que los prisioneros realistas jurarán "no tomar las armas contra los Estados independientes del Perú y (Gran) Colombia".[5] Seguida mente todos los miembros de la comisión colocan su firma.[5]

### Ratificación
Tanto el general Sucre como Aymerich añaden una sección cada uno aclarando que aprueban el tratado y seguidamente colocan su firma. Aymerich aclara que el tratado "se cumplirá en todas sus partes fiel y religiosamente".

## Consecuencias
Tras la firma de la Capitulación de Quito, el ejército patriota ocupó la ciudad. Allí, el día 29 de mayo se decretó la anexión de la Provincia de Quito a la Gran Colombia.
El coronel Basilio Modesto García, comandante de las tropas realistas en Pasto fue notificado de la rendición, aunque este decidió sacar provecho de que Simón Bolívar todavía no estaba enterado de la rendición de las tropas de Quito. Por lo que envió a dos delegados al cuartel general de Bolívar en Berruecos. Allí se redactó una segunda capitulación el 6 de junio, y esta fue ratificada por Bolívar y García el 8 de junio de 1822.
Tras la firma de las capitulaciones de Quito y Berruecos, los territorios de los actuales Ecuador y Colombia quedaron totalmente independizados del control español. Tras lo cual Bolívar continuó su avance hacia el sur, entrando triunfal en Quito el 16 de junio. El 13 de julio se declaró la anexión de Guayaquil a la Gran Colombia.
Los oficiales y soldados de la tropa de Pasto que quisieron ir a España sumaron 300. El Gobierno de la Gran Colombia gastó la suma de 16 306 pesos para su trasporte hasta Cuba, que en aquel entonces era territorio español.